# Marie Bové
Marie Bové est une femme politique française née en 1975 en Gironde. Elle a été membre d'Europe Écologie-Les-Verts (EELV) jusqu'à la fin 2015.

## Biographie

### Études et carrière professionnelle
Elle est née le 23 octobre 1975 à Saint-Maixant (Gironde). Elle est la fille aînée de José Bové et Alice Monier. Marie est encore bébé quand ses parents rejoignent en 1976 la lutte contre l’extension du camp militaire du Larzac.  
Après une maîtrise d'histoire sociale à l'université Bordeaux Montaigne sur le thème de la traite négrière, elle s'engage dans l'humanitaire auprès du Comité catholique contre la faim et pour le développement (CCFD) basé à Marseille pour le compte duquel elle voyagera à travers les cinq continents pendant 7 ans de 2000 à 2007 avant de revenir vivre à Bordeaux où elle rejoint en janvier 2009 le cabinet des élus socialistes de la communauté urbaine de Bordeaux, où elle assure une veille juridique et médiatique 

### 2009 à 2015
En octobre 2009, Noël Mamère, le député-maire de Bègles, renonce à diriger les écologistes aux élections régionales de 2010 et annonce soutenir la candidature de Marie Bové. Cette annonce suscite un fort ressentiment chez les adhérents des Verts, et elle préfère très vite revoir ses ambitions à la baisse pour se contenter de la tête de la liste du département de la Gironde. Elle est élue conseillère régionale d'Aquitaine en 2010. 
Depuis 2011, elle est membre du bureau exécutif d'EELV, d'abord chargée des mobilisations citoyennes, puis de l'international. 
En 2014, un accord qui sera source de désaccords entre EELV et le PS amène EELV et le PS  à se présenter sur la même liste. Marie Bové rejoint donc, la liste d'ouverture de Vincent Feltesse, candidat socialiste à la mairie de Bordeaux contre Alain Juppé, mais positionnée en 58e place, ne fut pas élue conseillère municipale.
Lors de la préparation des listes pour les élections régionales françaises de 2015, Marie Bové publie une lettre ouverte à l'attention de la direction d'EELV  dénonçant les logiques d'appareil au sein du parti qui poussent à exclure les militants et à privilégier les apparatchiks et menace de mener une liste citoyenne d'union de la gauche. Effectivement, elle officialise le 20 octobre 2015 le lancement de la liste La Vague Citoyenne, portée par une mobilisation citoyenne sans le soutien des partis politiques,. La liste récolte 1,8 % des suffrages au premier tour de ces élections le 6 décembre 2015. Elle cesse donc d'être conseillère régionale à compter du 31 décembre 2015.

### Depuis 2016
En mai 2016, Marie Bové est embauchée par Valorem, société spécialisée dans la production d'énergie renouvelable, basée à Bègles. Elle occupe le poste de chargée de communication et des relations publiques, animant notamment le fonds de dotation de l'entreprise.